# Dharmaraksa
Dharmarakṣa byl jeden z nejvýznamnějších překladatelů buddhistické mahájánové literatury do čínštiny.
Narodil se kolem roku 230 v severočínském městě Tun-chuang. V roce 266 pořídil ze sanskrtu do čínštiny první známý překlad Lotosové sútry, jednoho z nejvýznamnějších textů čínského buddhismu. Přeložil okolo 154 textů hínajánového i mahájánového buddhismu.